# Heterochelus simulator
Heterochelus simulator är en skalbaggsart som beskrevs av Louis Albert Péringuey 1908. Heterochelus simulator ingår i släktet Heterochelus och familjen Melolonthidae. Inga underarter finns listade i Catalogue of Life.